# Бономи, Иваноэ
Ива́ноэ Боно́ми (итал. Ivanoe Bonomi [iˈvaːnoe boˈnɔːmi]; 18 октября 1873, Мантуя, Королевство Италия — 20 апреля 1951, Рим, Италия) — итальянский политический деятель-социалист. Премьер-министр Италии (1921—1922, 1944—1945).

## Биография
В начале XX века — один из лидеров правого крыла Итальянской социалистической партии, редактор «Avanti!». С 1909 года член палаты депутатов Италии от Мантуи. 
В 1912 году исключён из ИСП вместе с Леонида Биссолати. Бономи и Биссолати основали Реформистскую социалистическую партию, которая поддержала участие Италии в Первой мировой войне на стороне Антанты.
В 1916—1917 годах занимал должность министра общественных работ. В 1920 году занял должность военного министра. Был одним из подписавших Рапалльский договор с Югославией). Позднее — министр финансов. 
С 4 июля 1921 года являлся премьер-министром Италии. Бономи стал первым социалистом на этом посту. 
Возглавлял коалицию либералов и реформистов, которая развалилась в 1922 году, и 26 февраля ушёл в отставку. 
В октябре 1922 года к власти приходит Муссолини, и Бономи уходит из политики.
С 1940 года участвует в Движении сопротивления. С 1943 года, после свержения фашизма стал одним из лидеров движения Сопротивления. Возглавил итальянский антифашистский Комитет национального освобождения. В этот период Бономи участвовал в создании Демократической партии труда. 
18 июня 1944 вновь стал премьер-министром Италии вместо маршала Пьетро Бадольо, а также министром иностранных дел, руководя страной на заключительном этапе войны против фашизма. 
В ноябре 1944 года подал в отставку, но премьер-министр Великобритании Уинстон Черчилль убедил его остаться премьером и министром внутренних дел. 19 июня 1945 года, после окончания войны сложил с себя полномочия премьера, продолжив активно работать в комитете Конституционной ассамблеи по мирным договорам. 
До 1946 года представлял Италию на заседаниях глав министров иностранных дел. 
В 1946 году был избран депутатом Учредительного Собрания Италии.
После роспуска Демократической партии труда в 1948 году , перешёл в новую Итальянскую демократическую социалистическую партию, где стал почётным председателем. 
8 мая 1948 года избран председателем Сената Италии (первым после его создания), и оставался на этом посту до конца жизни.

## Награды и звания
- Кавалер Высшего ордена Святого Благовещения (1920)
- Кавалер Большого креста ордена Святых Маврикия и Лазаря (1920)
- Кавалер Большого креста ордена Короны Италии (1920)